# Vong Nguyet
Den dansk-vietnamesiske pianist Niels Lan Doky er gået tilbage til rødderne med projektet Vọng Nguyệt.
Niels Lan Doky har tidligere brugt flere vietnamesiske artister på sine albums. Til projektet Vong Nguyet har han samlet et allstar hold bestående af Vietnams mest populære musikere og vokalister, som bl.a. er den mandlige stjerne Tùng Dương og Vietnams største sangerinde diva Thanh Lam.
Musikken forener den traditionelle vietnamesiske musik med moderne urban pop. Med lyden fra urgamle, exotiske og helt unikke traditionelle vietnamesiske musikinstrumenter giver projektet Vong Nguyet en unik oplevelse af Østens musikalske herligheder.
Projektet har endnu ikke udgivet et album.